# روبرت غرين هال
روبرت غرين هال (بالإنجليزية: Robert Green Hall)‏ هو عازف قيثارة ومنتج أفلام وكاتب سيناريو وملحن وفنان ماكياج وموسيقي ومخرج أمريكي، ولد في 27 نوفمبر 1973 في ديترويت في الولايات المتحدة.

## وصلات خارجية
- روبرت غرين هال على موقع IMDb (الإنجليزية)
- روبرت غرين هال على موقع أول موفي (الإنجليزية)
- روبرت غرين هال على موقع قاعدة بيانات الفيلم (الإنجليزية)
- روبرت غرين هال على موقع كينوبويسك (الروسية)